# Romantik (film)
Romantik är en amerikansk film från 1930 i regi av Clarence Brown. I huvudrollerna ses Greta Garbo och Lewis Stone.

## Handling
Den unge Harry vill gifta sig med en skådespelerska, vilket hans familj motsätter sig. Harry tycker att biskop Armstrong (Gavin Gordon) inte förstår någonting om kärlek, så Armstrong berättar om sin egen ungdoms kärlekshistoria med operasångerskan Rita Cavallini (Greta Garbo).

## Om filmen
Filmen hade svensk premiär i Stockholm den 31 augusti 1931 på biograferna Imperial, Metropol-Palais och Piccadilly.

## Rollista i urval
- Greta Garbo – Madame Rita Cavallini
- Lewis Stone – Cornelius 'Corny' Van Tuyl
- Gavin Gordon – Tom Armstrong
- Elliott Nugent – Harry
- Florence Lake – Susan Van Tuyl
- Clara Blandick – Miss Abigail Armstrong